# Chutes d'Iguazú
Les chutes d'Iguazú (en espagnol : cataratas del Iguazú), chutes d'Iguaçu (en portugais : cataratas do Iguaçu) ou encore chutes d'Iguassu, situées au milieu de la forêt tropicale, à la frontière entre l'Argentine (80 %) et le Brésil (20 %), sont des chutes d'eau constituant un site naturel inscrit au patrimoine mondial par l'UNESCO en 1984. La première description du site par un Européen a été effectuée par Álvar Núñez Cabeza de Vaca au XVIe siècle. De part et d'autre des chutes ont été créés des parcs nationaux, le parc national de l'Iguaçu au Brésil et le parc national d'Iguazú en Argentine.
En raison de la sécheresse qui touche le Sud du Brésil durant l'été 2021, le volume d'eau des chutes d'Iguazú est réduit de 80 % par rapport aux normales.

## Toponymie
Iguazu vient du guarani : y (« eau ») et guasu (« grand »), littéralement « les grandes eaux ».

## Géographie
Il ne s'agit pas à proprement parler d'une chute, mais d'un ensemble de 275 cascades formant un front de trois kilomètres environ. La plus haute d'entre elles atteint les 80 m de hauteur. On l'appelle la Garganta del Diablo en espagnol ou Garganta do Diabo en portugais (« gorge du Diable »). L'ensemble des cascades déverse jusqu'à six millions de litres d'eau (soit six mille tonnes) par seconde.
Ces chutes interrompent le cours de la rivière Iguaçu, affluent du Paraná, entre l'État brésilien du Paraná et la province argentine de Misiones. Elles comptent parmi les plus impressionnantes au monde. La cascade des Sept Chutes voisine était sans doute aussi phénoménale mais a disparu en 1982 à la suite de la mise en eau du réservoir du barrage d'Itaipu.

## Parcs nationaux
De chaque côté de la frontière, les chutes font partie d'une réserve naturelle : le parc national d'Iguazú (Argentine) et le parc national de l'Iguaçu (Brésil). Ces parcs ont été inscrits sur la liste du patrimoine mondial par l'UNESCO en 1984 et 1986, respectivement.
La majorité des chutes sont sur le territoire argentin. En Argentine, plusieurs circuits de visite ont été aménagés au milieu de la forêt et au-dessus des différentes branches du fleuve, via différentes passerelles. Il est possible de s'approcher à quelques mètres seulement des chutes. Le train écologique de la jungle mène aux différents points de départ des visites, dont la cascade la plus impressionnante, la Garganta del Diablo (en forme de U ; 700 m de long, 150 m de large et 82 m de hauteur).

## Villes environnantes
Les villes les plus importantes et les plus proches des chutes sont à 18 km en aval du fleuve à sa confluence avec le rio Paraná. Il s'agit des agglomérations de :
- Foz do Iguaçu, au Brésil, dans le Paraná,
- Puerto Iguazú, en Argentine, dans la province de Misiones.

## Films tournés sur place
- Furia à Bahia pour OSS 117, les dernières scènes (1965)
- Moonraker, film de la série James Bond (1979)
- Mission (1986)
- Happy Together, film hongkongais de Wong Kar-wai (1997)
- Miami Vice : Deux flics à Miami, film américain de Michael Mann (2006)
- Un jour sur Terre (2007)
- Indiana Jones et le Royaume du crâne de cristal (2008)
- OSS 117 : Rio ne répond plus (2009)
- À cœur ouvert, film de Marion Laine (2011)
- Black Panther de Ryan Coogler (2018)

## Galerie

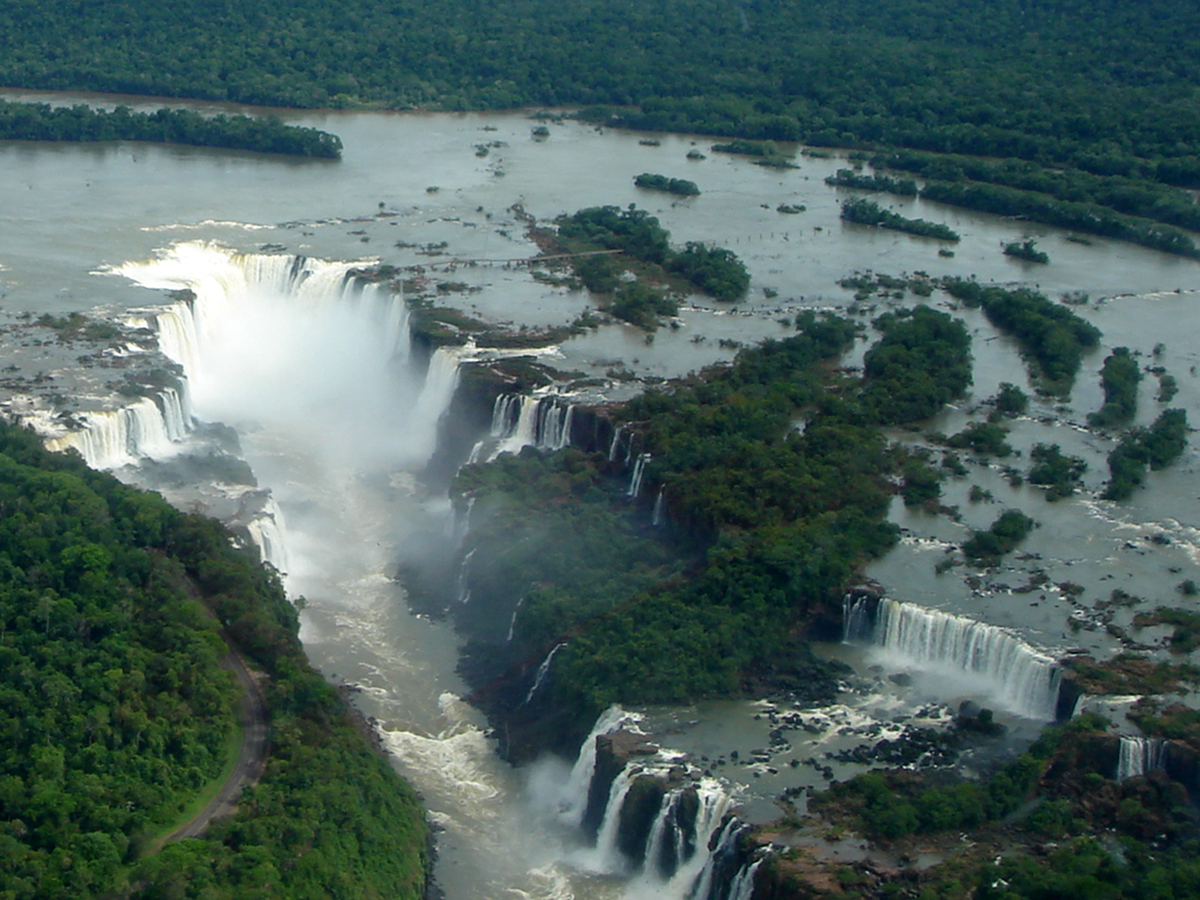
Vue aérienne des chutes d'Iguazú.
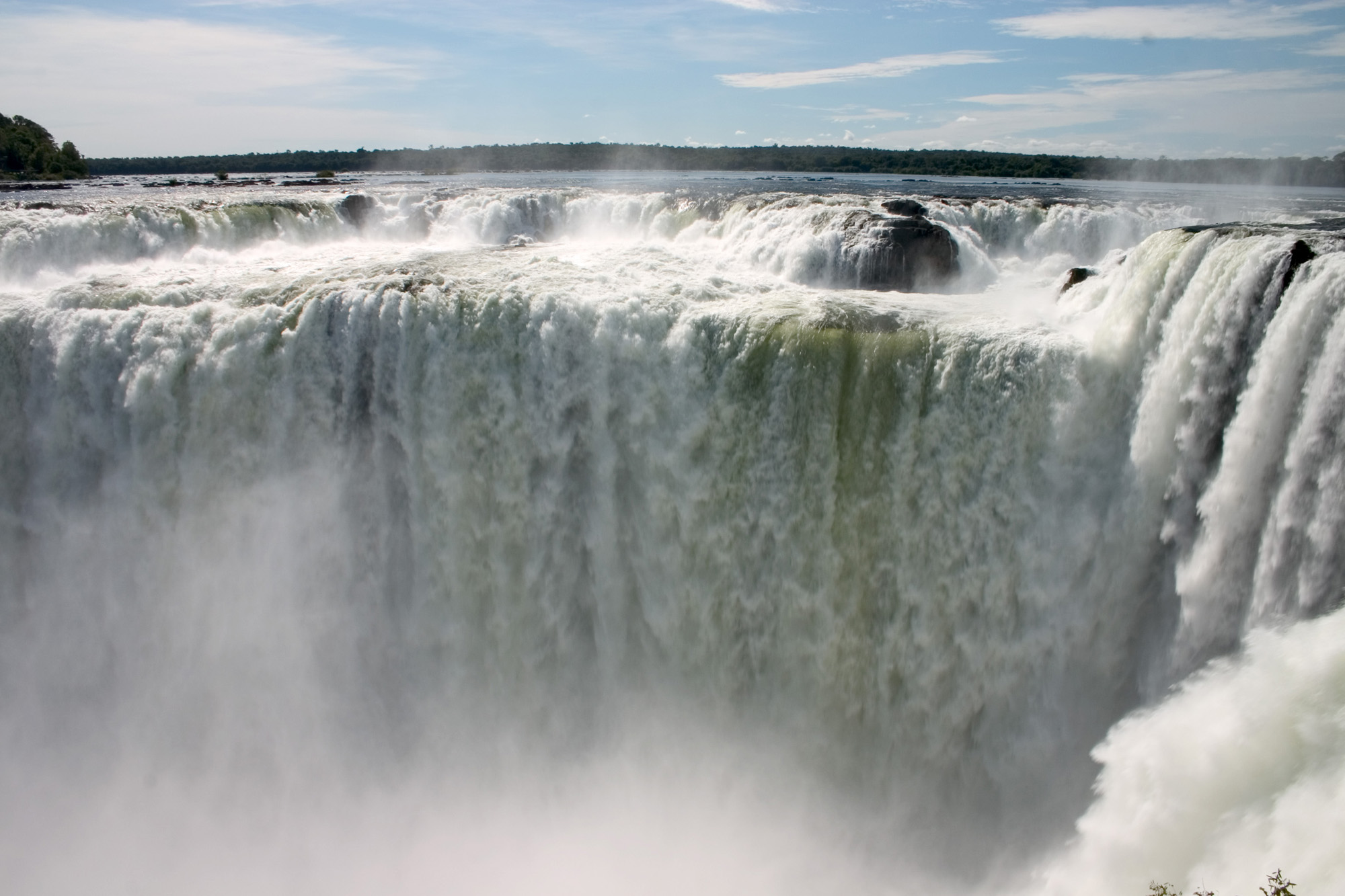
Garganta del Diablo.
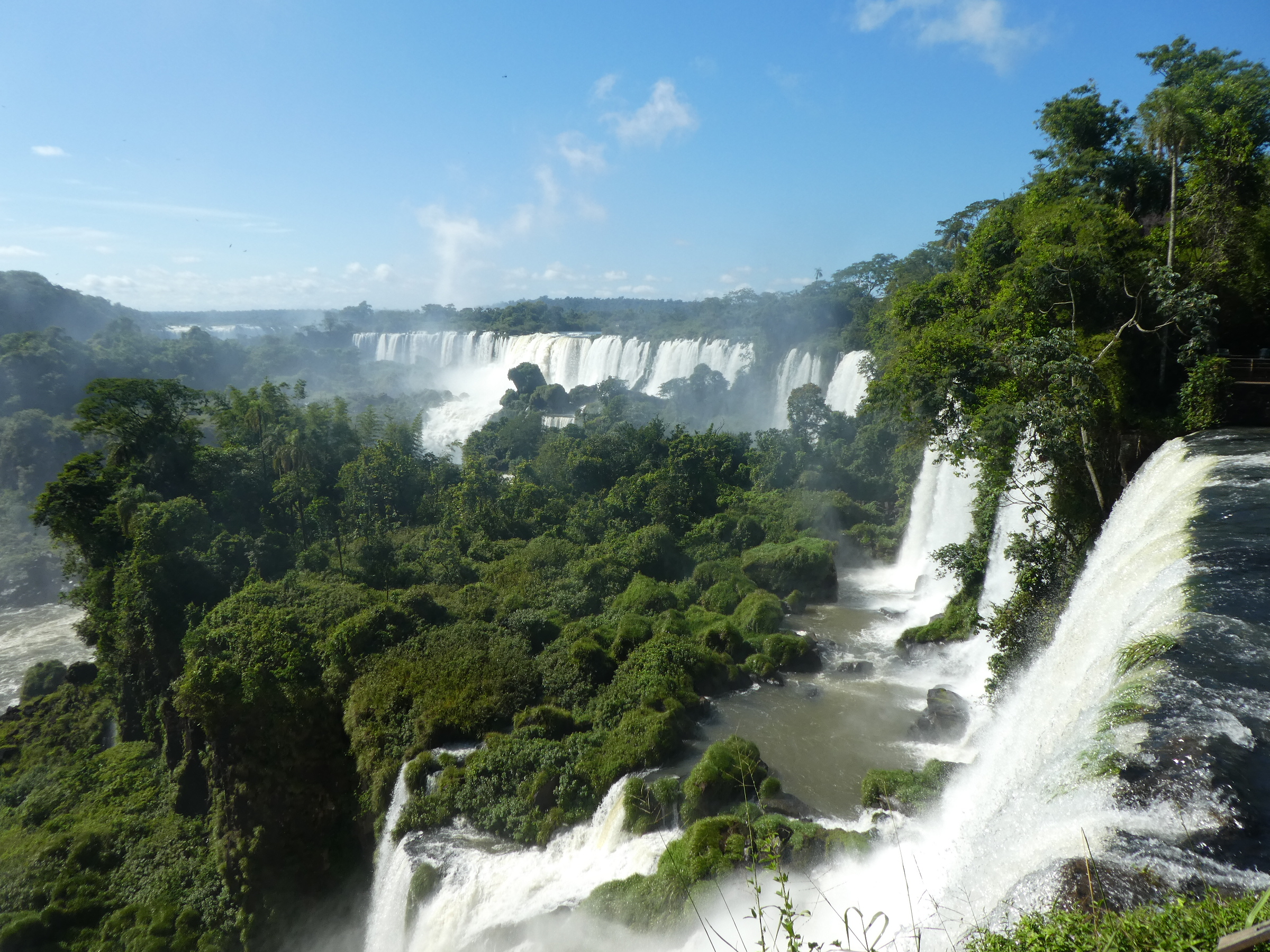
Chutes depuis le côté argentin.
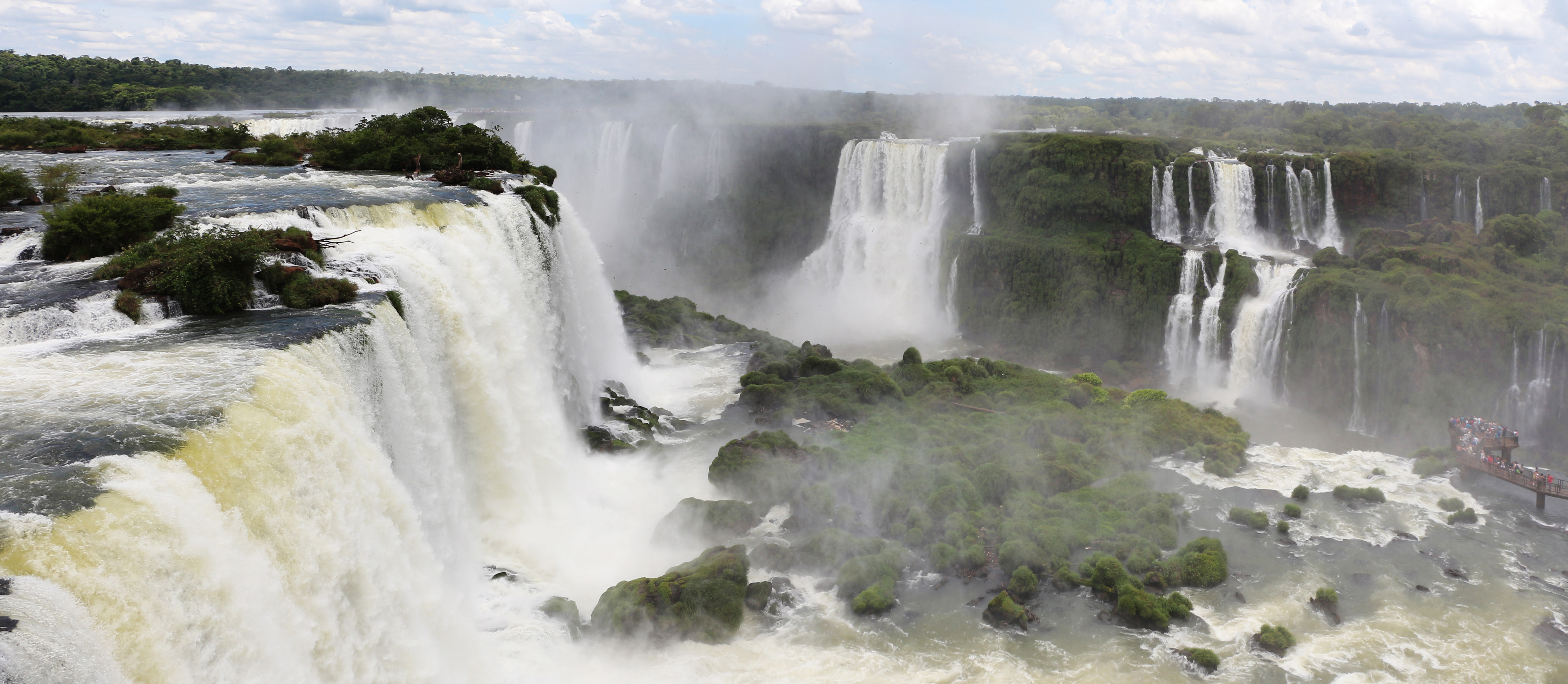
Chutes d'Iguazú, du côté brésilien.
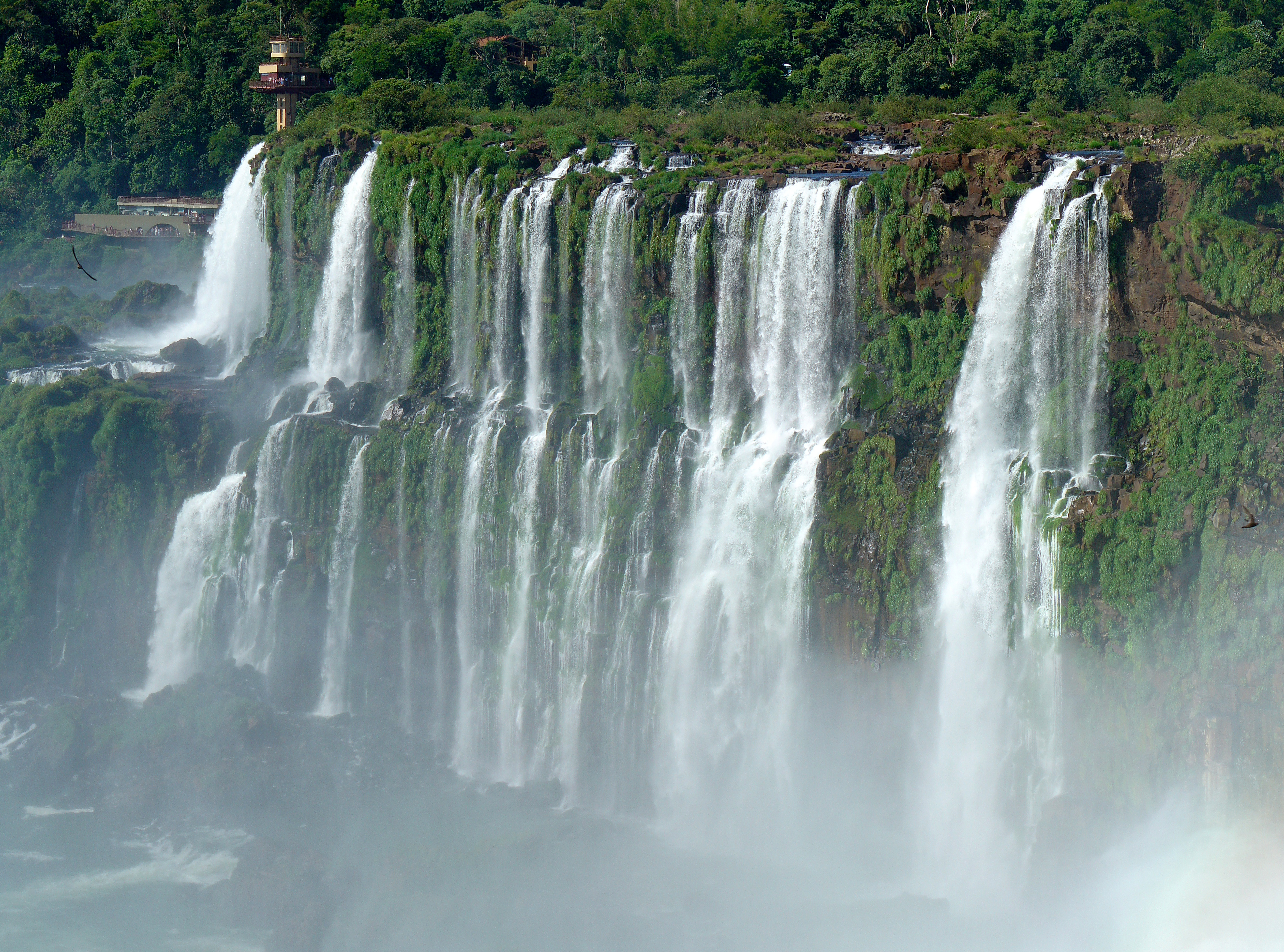
Détail des chutes brésiliennes.
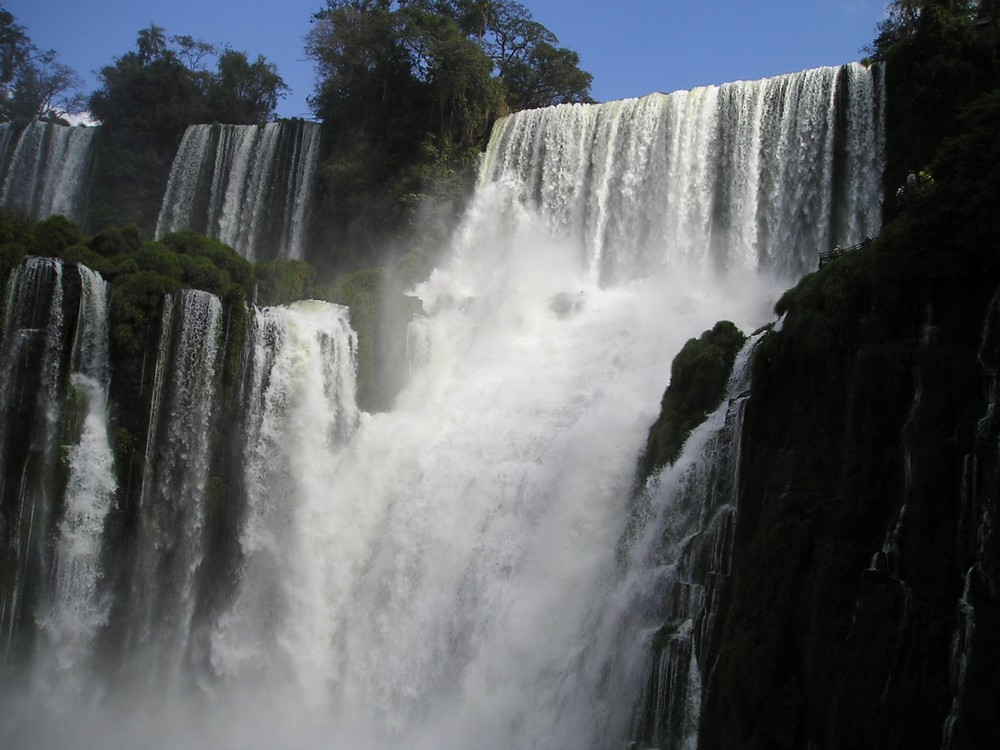
Chutes d'Iguazú, du côté argentin.

Panorama des chutes depuis le Brésil.